# استیو کاهان
استیو کاهان (به انگلیسی: Steve Kahan) بازیگر آمریکایی است.
از فیلم‌های معروف او می‌توان به بازی در فیلم بلوک ۱۶، ویلی آزاد ۲ اشاره کرد.